# .cm
.cm és l'actual domini de primer nivell territorial (ccTLD) del Camerun.
El registrar oficial per als dominis .cm és Netcom.cm, amb seu a la capital del Camerun, Yaoundé. Netcom.cm Sarl es va fundar a principi de l'any 2008 com a soci d'ANTIC, el Information Technology Regulator per al Camerun. El 15 d'octubre de 2008, NETCOM.cm Sarl llançà el servei de registre per .com.cm, .co.cm i.net.cm. La versió actual dels dominis .cm són vigents del 27 d'agost del 2009.

## Reputació
En un informe publicat el desembre de 2009 per McAfee, "Mapping the Mal Web - The world's riskiest domain", el .cm va ser classificat com el domini am més risc del món, amb el 36,7% dels llocs (sites) posant en risc de seguretat els PCs. S'assumeix que els programadors maliciosos aprofiten la confusió del domini del Camerun amb les webs que acaben en ".com".